# Wolfsbach (Alfterer Bornheimer Bach)
Der Wolfsbach ist ein knapp 1 km langer, linker Nebenfluss des Alfterer Bornheimer Baches in Bornheim im nordrhein-westfälischen Rhein-Sieg-Kreis. 

## Verlauf
Der Wolfsbach entspringt auf einer Höhe von etwa 118 m ü. NHN im Naturschutzgebiet Huisbruch und Wolfsschlucht. Er durchfließt die Wolfsschlucht in östlicher Richtung bis zur Straße Siefenfeldchen. Unter dieser wird er verrohrt geführt. 
Auf seinem weiteren Weg durchfließt er offen eine kleine Siedlung, um dann auf ungefähr 53 m ü. NHN von links in den von Südosten kommenden Alfterer Bornheimer Bach zu münden.